# Pomacanthus xanthometopon
O peixe-anjo-de-face-azul (Pomacanthus xanthometopon) é um peixe do gênero Pomacanthus. Esta espécie possui barbatanas verticais densamente cobertas de escamas, e barbatana dorsal única e contínua.. É encontrado em recifes de corais, usualmente solitário.